# 长核果茶
长核果茶（学名：Pyrenaria oblongicarpa），为山茶科核果茶属下的一个种。

## 扩展阅读
維基物種上的相關：长核果茶